# Nikolaus-Koch-Stiftung
Die Nikolaus Koch Stiftung ist eine rechtsfähige Stiftung des bürgerlichen Rechts.

## Geschichte
Luise Koch, Witwe des Trierer Verlegers Nikolaus Koch, gründete die Stiftung 1993 entsprechend dem Wunsch ihres verstorbenen Ehemannes. Ihm war es zu Lebzeiten nicht mehr gelungen, dieses Vorhaben umzusetzen. Luise Koch setzte die neu gegründete Stiftung als Alleinerbin im Testament ein und sicherte so die Finanzausstattung.

## Satzungszweck
Die Stiftung verfolgt nach ihrer Satzung ausschließlich und unmittelbar gemeinnützige Zwecke. Konkret sind dies:
- Die Förderung der Berufsausbildung, Ausbildung, Fortbildung durch gemeinnützige Einrichtungen, Schulen und Körperschaften des öffentlichen Rechts im ehemaligen Regierungsbezirk Trier sowie die Universität Trier und die Hochschule Trier, Standort Trier
- Die Unterstützung von Waisenhäusern und Institutionen für Menschen mit körperlicher und/oder geistiger Behinderung im ehemaligen Regierungsbezirk Trier

Die Stiftung darf ihre Mittel weder für unmittelbare noch für die mittelbare Unterstützung oder Förderung politischer Parteien verwenden.

## Stiftungsvorstände
- Manfred Bitter (Vorsitzender)
- Edmund Schermann (stellv. Vorsitzender)
- Sabine Plate-Betz